# Deftones
Deftones — американський альтернативний метал-гурт із Сакраменто, штат Каліфорнія, заснований 1988 року.
Чіно Морено, Стівен Карпентер і Ейб Канінгем були друзями з одного ліцею. Свій колектив вони заснували 1988 року. Незабаром до них долучився басист Чі Чен. На початку 1990-х були помічені агентами фірми A&R. З того часу почалася їх світова кар'єра. Спочатку вони грали як підтримка перед такими гуртами, як KoRn, Coal Chamber, L7 і з Озі Осборном. Перший альбом «Adrenaline» вийшов у 1995, на рік пізніше дебютного альбому гурту Korn. Під час записувальних сесій третього студійного альбому, White Pony (2000), як офіційний учасник до колективу приєднався DJ Франк Дельгадо (його семпли з'являлися і на раніших платівках, напр. в інтро до пісні «Minus Blindfold» з першого альбому).

## Історія

### White Pony(2000—2002)
20 червня 2000 року гурт випустив свій третій альбом, White Pony, що був спродюсований Тері Дейтом та Deftones. Його було записано у Саузаліто (Каліфорнія) та у студії звукозапису Ларабі у Вест Голівуді (Каліфорнія). Альбом дебютував на третій позиції в американському чарті Білбоард з продажами 178,000 копій. На цей момент Дельгадо (DJ Спідбоут) вже утвердився як повноцінний учасник гурту, додавши нові елементи та звучання гурту.[що?] Так, наприклад, стиль пісні «Teenager» дуже сильно відрізнявся від того, що раніше грав гурт, де прослідковуються елементи трип-хопу та ґлітчу. У пісні «Passenger» взяв участь і вокаліст гурту Tool — Мейнард Джеймс Кінан, у пісні «Knife Party» — Родлін Гетсік, а у пісні «RX Queen» бек-вокал записав Скот Вейленд. Морено також додав ще власні гітарні партії до кількох треків.
У інтерв'ю журналу «Альтернатив Прес» гурт поділився подробицями процесу запису White Pony. Після завершення туру, гурт провів чотири місяці над записом нового альбому, на той час це був найдовший період часу, який гурт присвятив запису. Морено розповів що значна кількість часу пішла на те, щоб написати пісні. Поворотним пунктом став запис пісні «Change (In the House of Flies)», що дав відчути єдність між усіма учасниками. Щодо лірики, то на альбомі відсутня якась чітка тема, натомість Морено вніс елементи фантазії, кажучи: «Я не хотів співати про себе на записі, а придумав багато розповідей, навіть діалогів.»
Відгуки на альбом були загалом позитивними. Альбом початково складався з 11 треків починаючи піснею «Feiticeria», закінчуючи «Pink Maggit» та включав сіру обкладинку.

### Однойменний альбом (2003—2005)
Detones розпочали працювати над 4 платівкою, робоча назва якої — Lovers. Чен так прокоментував музичний напрямок у якому гурт рухався: «Ми довели, що можемо просуватись у будь-яких, для нас цікавих, музичних напрямках, а цей альбом ми хотіли зробити важким.» У зв'язку з пошкодженням голосових зв'язок під час літнього туру у 2001 році, Морено був змушений вдатись до вокальних тренувань як запобіжних заходів. Гурт переобладнав власне репетиційне приміщення у Сакраменто на студію звукозапису та записав у ньому значну частину альбому за незначні витрати. Решту матеріалу до альбому було записано на Студії Х у Сіетлі. Співпродюсером альбому виступив Тері Дейт, а на деяких треках — і Ґреґ Велз. Випуск альбом, тривав дванадцять місяців, а витрати на нього склали $2.5 мільйони, з врахуванням штрафу, який наклала компанія Maverick, за несвоєчасний випуск.
У січні 2003, Deftones залишили студію для участі у фестивалі Big Day Out в Австралії та Новій Зеландії, після чого повернулись та завершили роботу над четвертим альбомом. 20 травня 2003 року вийшов альбом за однойменною назвою гурту «Deftones». У чарті US Billboard 200 він стартував на 2 позиції з продажами 167,000 копій у перший тиждень. Альбом залишався у Billboard 100 top ще 9 тижнів. Першим синглом був «Minerva», для другого синглу «Hexagram» було знято музичне відео, де фани спостерігають за грою гурту скейтпарку у Сімі Волей, Каліфорнія. Гурт зняв музичне відео до пісні «Bloody Cape», однак воно не потрапило на телебачення, а лише було доступним для перегляду на офіційному сайті гурту. Пізніше це відео увійшло до B-Sides and Rarities DVD.
Рецензії на альбом були в основному позитивними, а оригінальність та важкість основними відмінними рисами.
4 жовтня 2005 року гурт випустив збірник B-Sides & Rarities, CD, що включав пісні, що не потрапили до попередніх альбомів та кавер-версії пісень інших виконавців; DVD ж включав «закулісний» матеріал та на той момент усю відеографію гурту.

### Saturday Night Wrist(2006—2007)

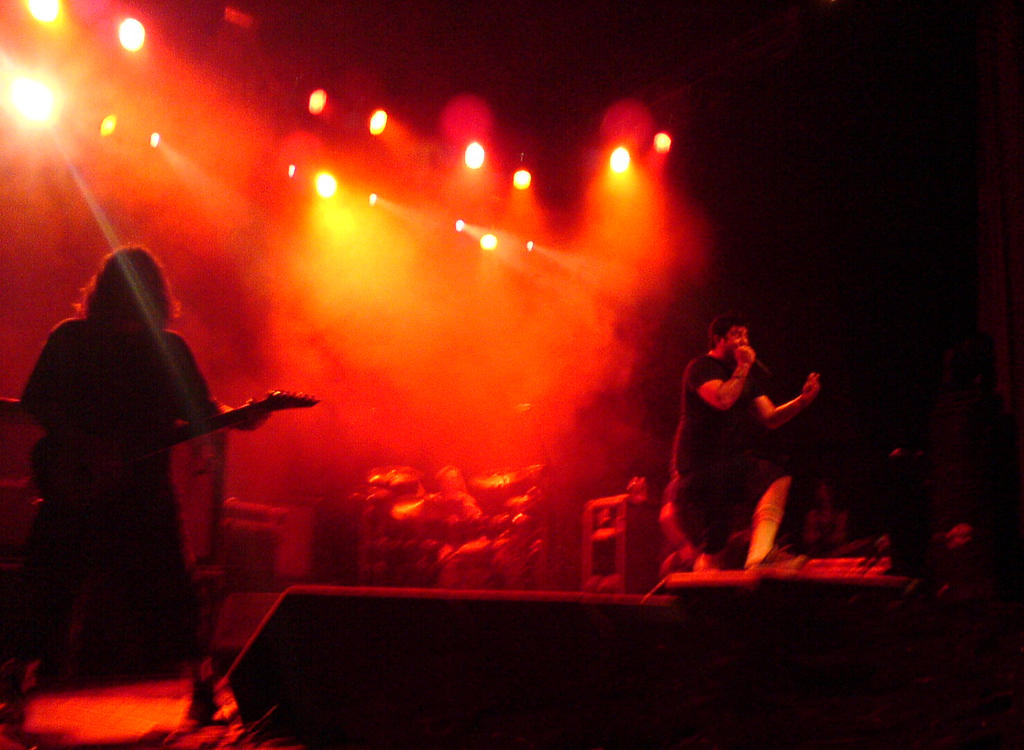
Deftones на концерті у Ґлазґо, Червень 2006.

Deftones випустили свою п'яту платівку під назвою Saturday Night Wrist, 31 жовтня 2006 року. Альбом дебютував під номером 10 в US Billboard чарті з продажами близько 76,000, що у порівнянні з попередніми двома альбомами було значно нижче.
Гурт записав платівку з новим продюсером Бобом Езріним, який змінив попереднього довготривалого продюсера Тері Дейта. Abe Cunningham сказав, хоча гурту подобалось працювати з Дейтом, «Але ми просто хотіли щось змінити[…]І в нас вийшов зовсім інший стиль.» Після запису усіх інструментів, Чіно Морено вирішив записати свій голос окремо. Він закінчив запис альбому з колишнім гітаристом Far, Шоном Лопесом як продюсером. Співпраця на альбомі також включала Енні Харді (Annie Hardy) з Джаянт Дреґ (Giant Drag) у пісні «Pink Cellphone» та Сержем Танкяном (Serj Tankian) із System of a Down у пісні «Mein».
Перший сингл альбому отримав назву «Hole in the Earth», і стартував на радіо 16 жовтня, 2006 року. «Mein» був другим синглом альбому, що вийшов навесні 2007 року.
У березні 2007 року продажі Saturday Night Wrist склали 250,000 копій (США).
Значну частину 2006 та 2007 років Deftones провели на підтримку альбому. Гурт зіграв концерти у Північній Америці, Канаді, Європі, Південній Америці, Японії та Австралії. Гурт також взяв участь в таких турах як Taste of Chaos, Family Values Tour та Soundwave Festival в Австралії.

### Diamond Eyes(2010)
Deftones підтвердили дату 18 травня, 2010, для нового альбому Diamond Eyes. Раніше гурт вирішив зачекати з випуском запису альбому Eros, який вийде в найближчому майбутньому. У лютому 23, 2010, перший сингл альбому «Rocket Skates» можна було завантажити. Альбом був спродюсований Nick Raskulinecz (який до того працював з такими гуртами: Foo Fighters, Ash, Stone Sour, Danzig, Velvet Revolver, Shadows Fall, Marilyn Manson). За відсутністю басиста Чі Чен, що перебуває у комі, у гурт прийшов Sergio Vega (раніше грав у Quicksand).
15 травня 2010, Deftones офіційно випустили сингл «Diamond Eyes». На разі пісня отримала позитивні відгуки від фанів, порівнюючи пісню до матеріалу з альбому «Around The Fur».

### Koi No Yokanта смерть Чена (2012—2013)
29 березня 2012 року Карпентер повідомив в інтерв'ю, розміщеному на YouTube-каналі ESP Guitars, що гурт працює над новим альбомом. Повідомлялося, що Раскулінеч повернеться для продюсування їх поки що безіменного сьомого студійного альбому..
Також повідомлялося, що гурт запише кілька бі-сайдів для альбому, включаючи кавер на Елвіса Преслі і, можливо, кавер на Earth, Wind & Fire. Пізніше було оголошено, що бонус-треків не буде. 28 липня Deftones виконали нову пісню під назвою «Rosemary», а також дебютували з іншим треком під назвою «Roller Derby» (пізніше перейменованим на «Poltergeist»). Koi No Yokan був анонсований 30 серпня 2012 року і вийшов 12 листопада 2012 року на лейблі Reprise Records. Metacritic оцінив Koi No Yokan на 86 балів зі 100, вказавши на «загальне визнання» на основі 18 рецензій. У травні 2013 року альбом отримав нагороду Revolver's Golden Gods Award як «Альбом року».
13 квітня 2013 року, попри часткове одужання і повернення додому, Чен помер у лікарні свого рідного міста Стоктон, штат Каліфорнія, після зупинки серця. Минуло понад чотири роки з моменту аварії 2008 року. У травні Морено оголосив, що альбом Eros, відкладений у 2008 році після аварії Чена, тепер, швидше за все, буде випущений після його смерті.

## Учасники гурту
- Чіно Морено (англ. Chino Moreno) — головний вокаліст, гітарист
- Ейб Канінгем (англ. Abe Cunningham) — барабанщик
- Чі Чен (англ. Chi Cheng) — бас-гітарист
- Франк Дельгадо (англ. Frank Delgado) — DJ
- Стівен Карпентер (англ. Stephen Carpenter) — головний гітарист

## Дискографія
Студійні альбоми
- Adrenaline (1995)
- Around the Fur (1997)
- White Pony (2000)
- Deftones (2003)
- Saturday Night Wrist (2006)
- Diamond Eyes (2010)
- Koi No Yokan (2012)
- Gore (2016)
- Ohms (2020)
- Private Music (2025)

## Відеографія
- «7 Words» 1995
- «Bored» 1996
- «My Own Summer (Shove It)» 1997
- «Be Quiet and Drive (Far Away)» 1998
- «Street Carp» 2000
- «Change (In the House of Flies)» 2000
- «Back to School (Mini Maggit)» 2000
- «Digital Bath» 2001
- «Minerva» 2003
- «Hexagram» 2003
- «Bloody Cape» 2003
- «Root» 2005
- «Engine No. 9» 2005
- «Hole in the Earth» 2006
- «Mein» 2007
- «Rocket Skates» 2010
- «Diamond Eyes» 2010
- «Sextape» 2010
- «You've Seen the Butcher» 2010
- «Beauty School» 2011
- «Swerve City» 2013
- «Swerve City (Tour Version)» 2013
- «Romantic Dreams» 2013